# 니타역
니타역(일본어: 仁井田駅)은 일본 도치기현 시오야군 다카네자와정에 위치한 동일본 여객철도 가라스야마 선의 철도역이다. 단선 승강장 1면 1선의 구조를 갖춘 지상역이다.

## 이용 현황
- 2008년도 : 430명
- 2009년도 : 427명

## 역 주변
- 다카네자와 정 니타 체육관
- 닛신 공업

## 역사
- 1923년 4월 15일 : 니타역(熟田駅)으로서 개업.
- 1925년 4월 1일 : 니타역(仁井田駅)으로 개칭.
- 1984년 2월 1일 : 화물 취급 폐지.
- 1987년 4월 1일 : 일본국유철도 분할 민영화에 의해, 동일본 여객철도가 승계.
- 2011년 6월 1일 : 무인화.
- 2014년 3월 15일 : 신 역사의 공용을 개시.

## 인접 역
| 동일본 여객철도 가라스야마 선  | 동일본 여객철도 가라스야마 선 | 동일본 여객철도 가라스야마 선 |
| ------------------------------ | ----------------------------- | ----------------------------- |
| 시모쓰케하나오카 호샤쿠지 방면 | ■ 가라스야마 선               | 고노야마 가라스야마 방면      |